# عبد المؤمن خليفة
رفيق خليفة (1 أكتوبر 1966-) (إسمه الكامل عبد المؤمن رفيق خليفة) هو رجل أعمال جزائري والمدير العام السابق لمجموعة آل خليفة، ولد في بجاية في الجزائر. اتهم في نوفمبر 2020 في قضية إفلاس بنك الخليفة والتي تعد إحدى أكبر الفضائح الاقتصادية في تاريخ الجزائر. كانت محاكمته واحدة من أكبر المحاكمات التي تضمنت اختلاس أكثر من مليار دولار من خلال مجموعة من الشركات المرتبطة بخليفة.

## حياته
عبد المؤمن خليفة هو نجل لروسي خليفة وهو وزير سابق. بدأ حياته المهنية كصيدلي. في عام 1998، أسس بنك خليفة، الذي أدار مصالح صغار المساهمين من القطاع الخاص والمؤسسات المساهمة المرتبطة بالحكومة الجزائرية. واستمرارًا لأنشطته في فرنسا، سرعان ما أنشأ إمبراطورية يعمل بها 14000 شخص. كان يعمل في مجال تأجير السيارات الفاخرة، وأسس تلفزيون خليفة في فرنسا، وطيران خليفة، وقام بشراء فندق خاص في سبتمبر 2002 في مدينة كان الفرنسية الذي كان ملكًا للملياردير الغريب الأطوار المعروف باسم (فتى العصفور).
أراد خليفة إنشاء مدينة مخططة باسم «الجزائر»، مما أثار اهتمام وسائل الإعلام الفرنسية. أصبح قريبًا من الأعمال التجارية الفرنسية، وتعرف على جيرار ديبارديو وكاترين دينوف. في عام 2003، بدأت التصفية القضائية لشركته المثقلة بالديون. استخدم خليفة أساليب مشبوهة لحفظ أصوله وممتلكاته. وكشفت التحقيقات عن اختفاء 50 مليون يورو من بنك خليفة بالجزائر العاصمة. ثم تم الاشتباه في أن خليفة صرف أموال شخصيات مقربة من الرئيس الجزائري عبد العزيز بوتفليقة. فُتح 17 تحقيقًا قضائيًا ضده، ولجأ إلى لندن عام 2003. تم إغلاق بنك خليفة بأوامر من بوتفليقة.

## المحاكمة
شملت محاكمة استجواب أكثر من 100 متهم و 200 شاهد. في مارس / آذار 2007، حُكم عليه غيابياً في الجزائر بالسجن المؤبد، بتهمة الفساد وإساءة استعمال السلطة والتزوير.
قبل أيام قليلة، في 5 مارس 2007، أصدر القضاء الفرنسي أيضًا مذكرة توقيف أوروبية بحقه. فتحت محكمة نانتير تحقيقًا ضده في عام 2003، بتهمة الاحتيال والفساد وغسيل الأموال. 
أصدرت الجزائر مذكرة توقيف دولية بحقه وقامت لندن بتسليمه إلى الجزائر في نهاية أغسطس عام 2007 وحُكم عليه بالسجن 18 عامًا.

## سجنه
دانت محكمة الجنايات لدى مجلس قضاء البليدة (50 كلم غرب الجزائر) عبد المؤمن خليفة بـ18 سنة سجنا نافذة ومليون دينار (نحو 7000 يورو) غرامة". بينما كان النائب العام يطالب بعقوبة السجن المؤبد ومصادرة جميع الأملاك الخاصة به وحجزها على ذمة القضية.